# بومرنگ (زبان برنامه‌نویسی)
زبان برنامه‌نویسی بومرنگ (به انگلیسی: Boomerang) یک زبان برنامه‌نویسی مناسب برای تغییرات دوطرفه تو در تو می‌باشد که بر روی فرمت‌های متنی موردی (ad-hoc) عمل می‌کند.
بومرنگ برگرفته از هماهنگ کننده عمومی فایل ها است که از پروژه هم‌صدا نشات گرفته‌است.